# Osbeckia cochinchinensis
Osbeckia cochinchinensis är en tvåhjärtbladig växtart som beskrevs av Célestin Alfred Cogniaux. Osbeckia cochinchinensis ingår i släktet Osbeckia och familjen Melastomataceae. Inga underarter finns listade i Catalogue of Life.